# Акико Еби
Акико Еби (на японски: 海老 彰子) е японско-френска пианистка.

## Биография
Родена е на 7 юли 1953 г. в Осака, Япония. Завършва Токийския университет за изкуство. По време на следването си печели 41-вия музикален конкурс на Япония. Международната ѝ кариера започва през 1975 г., когато печели Grand Prix от конкурса „Маргьорит Лонг“. Печели и 4 специални награди от конкурса „Артур Рубинщайн“. През 1980 г. се класира на пето място на Международния Шопенов конкурс във Варшава. На него Марта Аргерих забелязва Акико Еби и става неин наставник. Продължава обучението си в Парижката консерватория при Алдо Чиколини.
Гастролира в Европа, Азия, Северна и Южна Америка. Работи с диригентите Станислав Скровашевски, Марек Яновски, Теодор Гушлбауер, Марк Фостър. Нейни камерни партньори са Марта Аргерих, Иври Гитлис, Огюстен Дюме, Режи Паские, Енджела Хюит, Мишел Далберто.
През 1993 г. е удостоена от френското правителство със званието „Кавалер на изкуствата и литературата“ за заслугите ѝ към френската музика.